# Floresta Nacional Los Padres
A Floresta Nacional Los Padres (em inglês:  Los Padres National Forest) é uma floresta situada na região sul e central do estado da Califórnia, nos Estados Unidos. Inclui a maior parte das terras montanhosas ao longo da costa da Califórnia, de Ventura até Monterey. A elevação alcança desde o nível do mar até 2,692 m.

## Geografia
A floresta possui uma área de aproximadamente 1.900.000 acres (7.700 km²), das quais 88% são terras públicas; o restante contitui propriedade privada. Está dividida entre duas áreas não-contínuas: a área norte está contida no Condado de Monterey e inclui o litoral de Big Sur. Esta área possui 520 km de trilhas para caminhada e onze campings. Esta divisão também contém a Ventana Wilderness, local onde foram reintroduzidos exemplares de condor-da-califórnia criados em cativeiro.
A divisão principal da floresta inclui terras dos condados de San Luis Obispo, Santa Bárbara, Ventura e Kern, com pequena extensão no Condado de Los Angeles.